# Nikolai Petrowitsch Michnewitsch

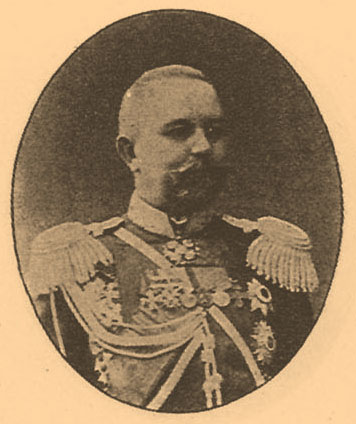
Nikolai Petrowitsch Michnewitsch

Nikolai Petrowitsch Michnewitsch (russisch: Михневич, Николай Петрович, * 7. Oktoberjul. / 19. Oktober 1849greg. 1849 in Tambow; † 8. Februar 1927 in Leningrad) war ein russischer General der Infanterie, Chef des Generalstabes von März 1911 bis Februar 1917 sowie Autor militärhistorischer und militärtheoretischer Werke.

## Leben

### Frühe Karriere
Nikolai Michnewitsch erhielt seine Allgemeinbildung am Moskauer Zivil-Gymnasium, dann am Konstantinowsker Institut. Seine militärische Ausbildung erlangte er an der Alexandrowsker Militärschule (1869) und an der Nikolajewsker Akademie des Generalstabs. Er erlangte am 12. Juli 1869 seinen Abschluss mit Auszeichnung und wurde er für das Semjonow-Leibgarderegiment der Garde ausgemustert. Am 29. August 1870 wurde er zum Fähnrich, am 8. April 1873 zum Secondeleutnant, am 30. April 1876 zum Leutnant und ab 30. August 1878 zum Stabskapitän (Hauptmann im Generalstab) ernannt. Während des Russisch-Osmanischen Krieges von 1877–1878 befehligte er eine Kompanie. Am 1. Januar 1885 wurde er zum Oberstleutnant befördert. Vom 15. November 1884 bis 14. August 1886 war er Stabsoffizier für besondere Aufgaben im Hauptquartier des I. Armeekorps, danach war er ab 14. August 1886 leitender Adjutant des Hauptquartiers der Garde in St. Petersburg.  Am 30. August 1888 wurde er zum Oberst befördert. Vom 9. Dezember 1890 bis 3. Juni 1895 war er Stabschef der 1. Garde-Kavalleriedivision. Zur gleichen Zeit und daher ungewöhnlich, lehrte er zwischen dem 4. Juni 1892 und dem 20. Oktober 1893 als ordentlicher Professor an der Nikolajewsker-Akademie des Generalstabs. Er hielt daneben Vorlesungen über Militärwissenschaften an der Michailowsker Artillerieschule, der Nikolajewsker Ingenieur- und Marineakademie, sowie anderen Militärschulen.
Am 6. Dezember 1898 wurde er zum Generalmajor befördert. Am 14. April 1904 wurde er zum Leiter der Nikolajewsker-Akademie des Generalstabs bestellt. Nachdem er am 6. Dezember 1904 zum Generalleutnant ernannt worden war, erhielt er am 10. Januar 1907 das Kommando über die 24. Infanterie-Division und ab dem 24. Juni 1908 befehligte er die 2. Garde-Infanteriedivision.
Seit 30. April 1910 Kommandierender General des V. Armeekorps, wurde er am 6. Dezember 1910 zum General der Infanterie und am 7. März 1911 zum Chef des Generalstabs ernannt.

### Im Ersten Weltkrieg
Michnewitsch blieb während des Ersten Weltkriegs unter dem Kriegsministern Suchomlinow und Poliwanow durchgehend bis Februar 1917 als Generalstabschef im Amt. Nebenbei arbeitete er bei den Aktivitäten der Russischen Militärhistorischen Gesellschaft. Nach der Februarrevolution wurde Michnewitsch aus dem Amt entfernt und am 4. Februar 1917 wegen einer Krankheit mit Anrecht auf Pension und das Tragen der Uniform aus dem Dienst entlassen. Nach der Oktoberrevolution von 1917 trat er der Roten Armee bei und unterrichtete an den 1. Petrograder Artilleriekursen der Artillerie-Akademie (1919–1925). Er starb am 8. Februar 1927 in Leningrad und wurde am Friedhof des Alexander-Newski-Kloster beigesetzt.

### Schriftwerke
- Grundlagen der Strategie (1913)
- Krieg zwischen Deutschland und Frankreich 1870–71 (1897)
- Über den Guerillakrieg (1884)
- Die Bedeutung des deutsch-französischen Krieges von 1870–71 in der Geschichte der Militärkunst
- Beispiele für Militärgeschichte (1893)
- Einfluss der neuesten technischen Erfindungen auf die Taktik (1892 und 1893)
- Kritische historische Studie (1897)
- Vergleichender Aufsatz über den Stand der militärischen Kunst in Russland und Westeuropa in den wichtigsten historischen Epochen (1898)
- Militärwissenschaft und die Genauigkeit ihrer Schlussfolgerungen (1899)
- Die Geschichte der Militärkunst von der Antike bis zum 19. Jahrhundert (1885 und 1896)

### Auszeichnungen
- Orden des Hl. Stanislaus 3. Klasse mit Schwertern
- Orden der Hl. Anna 3. Klasse (1879), 2. Klasse (1886) und 1. Klasse (1903)
- Orden des Hl. Stanislaus 2. Klasse (1883) und 1. Klasse (1901)
- Orden des Hl. Wladimir 4. Klasse (1891) 3. Klasse (1894) und 2. Klasse (1906)
- Orden des Hl. Alexander Newski (30.5.1913)
- Diamantenzusatz zum Orden des Hl. Alexander Newski (VP 22.03.1915; 1.01.1915).